# Phygadeuon praealpinus
Phygadeuon praealpinus är en stekelart som beskrevs av Horstmann 2001. Phygadeuon praealpinus ingår i släktet Phygadeuon och familjen brokparasitsteklar. Inga underarter finns listade i Catalogue of Life.